# Boddestorp och del av Tränsum
Boddestorp och del av Tränsum is een plaats in de gemeente Karlshamn in het landschap Blekinge en de provincie Blekinge län in Zweden. De plaats heeft 106 inwoners (2005) en een oppervlakte van 23 hectare.